# Antim Panghal
Antim Panghal (ur. 31 sierpnia 2004) – indyjska zapaśniczka walcząca w stylu wolnym. Olimpijka z Paryża 2024, gdzie zajęła piętnaste miejsce w kategorii do 53 kg. Brązowa medalistka mistrzostw świata w 2023 roku. 
Brązowa medalistka igrzysk azjatyckich w 2022. Wicemistrzyni Azji w 2023; trzecia w 2025.
Druga na mistrzostwach Azji U-23 w 2022. Mistrzyni świata juniorów w 2022 i 2023; trzecia na mistrzostwach kadetów w 2021 roku.
W 2024 roku została uhonorowana nagrodą Arjuna Award.